# Bugulma
Bugulma (ros. Бугульма) – miasto w europejskiej części Rosji, w Tatarstanie, położone 333 km od Kazania.

## Historia
Osada założona w 1736 roku, prawa miejskie od 1781 roku.
W czasie wojny domowej w Rosji, po I wojnie światowej, komendantem miasta w imieniu Czerwonych był Jaroslav Hašek. Swoje przygody opisał w cyklu Byłem komendantem miasta Bugulmy.
Obecnie ośrodek wydobycia ropy naftowej, w Wołżańsko-Uralskim Okręgu Naftowo-Gazowym. W mieście rozwinął się przemysł maszynowy, metalowy, materiałów budowlanych, spożywczy, meblarski, porcelanowy oraz naftowy.

## Kultura
- teatr
- muzea (w tym biograficzne czeskiego pisarza Jaroslava Haška)